# منظمة الربيع الصامت
منظمة الربيع الصامت هي منظمة غير هادفة للربح متخصصة في دراسة وتبليغ تقارير خاصة بكيفية منع سرطان الثدي، و أيضا تضمن مقالات آخري خاصه بالصحة.

## التأسيس والهدف
تأسست هذه المنظمة في 1994 كتحالف من ولايه ماساشوستس. تختص المنظمة بتوضيح العلاقة بين سرطان الثدي والكيماويات التي نتعرض لها بشكل يومي بسبب المنتجات. يعمل الفريق العلمي الخاص بالمؤسسة بعمل اختبارات فعليه علي كيب كود (شبه جزيرة بولاية ماساشوستس) بالتضامن مع المعامل الأكاديمية ومعامل القطاع الخاص. أشارت صحيفة كيب كود تايمز في سنة 2014 إلي أنه: 
الأبحاث التي تقوم بها منظمة الربيع الصامت تتركز في معرفه إذا كانت الملوثات البيئية لها علاقه بالحالة الصحية لسكان كيب كود. والبحث تم عن طريق السماح للمياه الجوفية ان تتسرب خلال التربة الرملية وتلك الطريقة نظريا تجعل الملوثات أكثر سرعه في التسلل للمجري المائي بشكل أسرع من أنواع التربة الأخرى. و قد قامت مؤسسه الربيع الصامت باختبار المياه في الآبار الخاصة والعامة للكشف عن وجود مواد كيماوية مستجده وأيضا قامت بزيارة عدة منازل في كيب كود للكشف عن وجود مواد كيميائيه مسببة خللاً في الهرمونات.
قد تمت تسمية المؤسسة بهذا الاسم تكريماً لذكري المختصة البيئية راشيل كارسون التي توفت في 2014 بسبب سرطان الثدي.